# Tsiribihina (reka)
Tsiribihina je reka zahodnega Madagaskarja.
Glavni pritoki so reke Mahajilo, Manandaza, Mania in Sakeny. Njeno porečje ima površino 49.800 km². 7025 km² je v porečju reke Sakeny, 14.500 km² v porečju reke Mahajilo in 18.565 km² v porečju reke Mania.
Povirje je v osrednjem višavju Madagaskarja. Pritoki tečejo večinoma proti zahodu, razen Sakenyja, ki teče proti severu. Ko zapustijo visokogorje in vstopijo v nižino Betsiriry, ki teče od severa proti jugu, se pritočne reke združijo v Tsiribihino - Mahajilo in Manandaza s severa ter Mania in Sakeny z juga. Tam, kjer se reke zlivajo na ravnino, so obsežna sezonska mokrišča in plitva jezera. Zaradi bogatih aluvialnih tal planote Betsiriry je ena najprimernejših regij za kmetijstvo na zahodnem Madgagaskarju. Mokrišča in jezera v nižini so pomemben habitat za vodne ptice.
Tsiribihina nato teče proti zahodu in seka strmo in vijugasto sotesko skozi planoto Bemaraha, apnenčasto tvorbo, ki se razteza proti severu in jugu vzdolž zahodnega roba planote Betsiriry. Ko reka izstopa iz planote Bemaraha, se razširi in vijuga. V spodnjem toku je več plitvih jezer, vključno z jezerom Kimanomby blizu Ambohibaryja in jezerom Masoarivo blizu Masoariva.
Rečna delta je velika in se razteza približno 35 km od severa proti jugu. Vključuje obalne plaže in sipine, blatne ravnice, soline, mangrove in sladkovodna močvirja. Mangrove so običajno visoke 2–4 metre, prevladujoča drevesa pa so vrste Avicennia, Rhizophora, Ceriops, Bruguiera in Sonneratia. Soline pogosto poplavijo v deževnem obdobju. V sladkovodnih močvirjih in jezerih spodnje Tsiribihine prevladujejo šaši Cyperus spp, trst Phragmites in tujerodna vodna hijacinta Eichhornia. Ustje reke je blizu Belon'i Tsiribihine, kjer se izliva v Mozambiški preliv.
Ob reki Tsiribihina in njeni delti je bilo zabeleženih 82 vrst ptic, od katerih jih je 22 endemičnih za Madagaskar. Bernierjev čik (Anas bernieri) gnezdi v mangrovah. Madagaskarski čvekač (Glareola ocularis) se zbira v velikem številu na bregovih reke, ena največjih kongregacij madagaskarske podvrste belohrbte race (Thalassornis leuconotus insularis) pa je ob jezeru Masoarivo. Nekaj parov madagaskarskega ribjega orla (Haliaeetus vociferoides) živi ob reki.
Zavarovano območje Menabe Antimena pokriva južni breg spodnjega toka reke Tsiribihine skupaj z delto in mangrovami. Delta Tsiribihina je v skladu z Ramsarsko konvencijo označena za mokrišče mednarodnega pomena, BirdLife International pa je reko Tsiribihina in njeno delto razglasil za mednarodno pomembno območje za ptice.